# Lucius Albinius Saturninus
Lucius Albinius Saturninus (vollständige Namensform Lucius Albinius Auli filius Quirina Saturninus) war ein im 2. Jahrhundert n. Chr. lebender römischer Politiker. Durch eine Inschrift, die in Suessa Aurunca gefunden wurde, sind einzelne Stationen seiner Laufbahn bekannt. Seine Laufbahn ist in der Inschrift als cursus inversus, das heißt in absteigender Reihenfolge wiedergegeben.
Die Laufbahn des Saturninus beginnt in der Inschrift mit dem Amt des Quaestor urbanus. Welche Positionen er zuvor ausgeübt hat, ist daher unbekannt. Nach der Quaestur wurde er in das Priesterkollegium der sodales Antoniniani (siehe Augustales) aufgenommen. Im Anschluss wurde er Aedilis plebis und Praetor urbanus.
Seine erste Position nach der Praetur führte ihn für ein Jahr als Legatus Augusti in die Provinz Hispania citerior, wo er dem dortigen Statthalter als iuridicus untergeordnet war, verantwortlich für die Rechtsprechung auf dem Gebiet von Asturica et Callaecia. Danach kehrte er für drei Jahre nach Rom zurück, um als Praefectus die Verwaltung des Aerarium Saturni zu übernehmen. Im Anschluss war er für ein Jahr Statthalter (Proconsul) in der Provinz Achaia. Nach seiner Rückkehr erreichte er in Rom einen Suffektkonsulat.
Etwas später wurde Saturninus Statthalter (Legatus Augusti pro praetore) in der Provinz Pontus et Bithynia. Den Abschluss und Höhepunkt seiner Karriere bildete die Statthalterschaft als Proconsul in der Provinz Asia.
Saturninus war in der Tribus Quirina eingeschrieben. Zu einem unbestimmten Zeitpunkt war er Patron und curator in Suessa Aurunca. Die Inschrift wurde ihm zu Ehren vom Stadtrat (Decuriones) der Gemeinde errichtet.

## Datierung
Laut Bernard Rémy wurde der Zeitpunkt, zu dem Saturninus in das Priesterkollegium aufgenommen worden ist, erstmals von Hans-Georg Pflaum auf einen Zeitraum zwischen 161 (dem Tod von Antoninus Pius) und 169 (dem Tod von Lucius Verus) festgelegt; die übrigen Stationen der Laufbahn können dann darauf aufbauend datiert werden. Laut Mireille Corbier wurde die Karriere bis dahin von Historikern auf einen Zeitraum zwischen 165 und 235 datiert.
Bernard Rémy datiert die einzelnen Stationen seiner Laufbahn wie folgt: sodalis Antoninianus zwischen 161 und 169, iuridicus zwischen 169 und 176, Suffektkonsul zwischen 175 und 182, Statthalter in Pontus et Bithynia um 180, entweder am Ende der Regierungszeit von Mark Aurel (161–180) oder in den ersten Jahren der Regentschaft von Commodus (180–192) und Statthalter in Asia ungefähr 15 Jahre nach seinem Konsulat.
Mireille Corbier datiert die einzelnen Stationen seiner Laufbahn wie folgt: iuridicus zwischen 169 und 176, Praefectus des Aerarium Saturni zwischen 170 und 179, Suffektkonsul zwischen 175 und 185 und Statthalter in Asia ungefähr 15 Jahre nach seinem Konsulat.
Bei der Real Academia de la Historia werden die einzelnen Stationen seiner Laufbahn wie folgt datiert: sodalis Antoninianus zwischen 161 und 168, Praetor zwischen 165 und 172, iuridicus zwischen 166 und 174, Praefectus des Aerarium Saturni zwischen 170 und 179, Statthalter in Achaia entweder am Ende der Regierungszeit von Mark Aurel oder in den ersten Jahren der Regentschaft von Commodus und Suffektkonsul zwischen 175 und 182.